# Lindsey Davisová
Lindsey Margaret Davisová (* 21. srpna 1949 Birmingham) je anglická spisovatelka, autorka historických detektivních románů odehrávajících se v antickém Římě za vlády císaře Vespasiana.

## Život a dílo
Narodila se a vyrostla v Birminghamu. Roku 1968 ukončila studia angličtiny na Oxfordské univerzitě (v koleji Lady Margaret Hall) a začala pracovat ve státní správě. Od roku 1985 se plně věnuje literatuře.
Do literatury vstoupila psaním romantických seriálů pro ženský časopis Woman’s Realm. Zájem o historii ji přivedl k psaní historických románů, ale její prvotina, román The Course of Honour (Cesta ctnosti) o milostném vztahu císaře Vespasiana a jeho milenky, propuštěné otrokyně Antonie Caenidy, vyšel až roku 1997, když již byla spisovatelka známá díky své sérii historických detektivních románů z antického Říma z konce prvního století našeho letopočtu, s hlavním hrdinou soukromým informátorem Marcem Didiem Falcem. První díl této série vyšel roku 1989 a zatím poslední dvacátý roku 2010.
Roku 2013 vydala autorka první díl další série, jejíž hrdinkou je Falcova adoptivní dcera Flavia Albia. Mimo tyto dvě série stojí historické romány Rebels and Traitors (2009, Rebelové a zrádci), Master and God (2012, Mistr a bůh) a A Cruel Fate (2014, Krutý osud).
Její knihy byly přeloženy do řady jazyků a v Británii byly také zdramatizovány pro rozhlas i televizi.

### Marcus Didius Falco
Série se skládá z dvaceti románů (všechny vyšli česky v pražském nakladatelství BB/art):
- Ztracené stříbro (1989, The Silver Pigs), česky 2002, přeložila Alena Jindrová-Špilarová.
- Bronzové stíny (1990, Shadows in Bronze), česky 2002, přeložila Alena Jindrová-Špilarová.
- Měděná Venuše (1991, Venus in Copper), česky 2003; přeložila Alena Jindrová-Špilarová
- Železná ruka (1992, The Iron Hand of Mars), česky 2004. přeložila Alena Jindrová-Špilarová.
- Poseidonovo zlato (1993, Poseidon’s Gold), česky 2004, přeložila Alena Jindrová-Špilarová.
- Poslední dějství v Palmýře (1994, Last Act in Palmyra), česky 2005, přeložila Alena Jindrová-Špilarová.
- Čas odejít (1995, Time to Depart), česky 2005, přeložila Alena Jindrová-Špilarová.
- Soumrak v Cordubě (1996, A Dying Light in Corduba), česky 2006, přeložila Alena Jindrová-Špilarová.
- Tři ruce ve fontáně (1997, Three Hands in The Fountain), česky 2007, přeložila. Alena Jindrová-Špilarová.
- Šelmy v aréně (1998, Two for the Lions), česky 2007, přeložila Alena Jindrová-Špilarová.
- Jedna panna navíc (1999, One Virgin Too Many), česky 2008, přeložila Alena Jindrová-Špilarová.
- Óda na bankéře (2000, Ode to a Banker), česky 2008, přeložil Štěpán Jindra.
- Mrtvola v lázni (2001, A Body in the Bath House), česky 2009, přeložila Alena Jindrová-Špilarová.
- Jupiterův mýtus (2002, The Jupiter Myth), česky 2009, přeložila Alena Jindrová-Špilarová.
- Žalobci (2003, The Accusers), česky 2010, přeložila Petra Andělová.
- Zločin nemá dovolenou (2004, Scandal Takes a Holiday), česky 2010, přeložila Alena Jindrová-Špilarová.
- Vidět Delfy a zemřít (2005, See Delphi and Die), česky 2011, přeložila. Petra Andělová.
- Saturnálie (2007, Saturnalia), česky 2011, přeložila Alena Jindrová-Špilarová.
- Alexandrie (2009, Alexandria), česky 2012, přeložila Petra Andělová.
- Bohyně odplaty (2010, Nemesis), česky 2012, přeložila Petra Andělová.

### Flavia Albia
Série, jejíž hlavní hrdinkou je Falconova adoptovaná dcera Flavia Albia, pracující rovněž jako informátor, obsahuje zatím jedenáct románů, z nichž dosud vyšly česky první dva v pražském nakladatelství BB/Art:
- Svátek hojnosti (2013, The Ides of April, česky 2016, přeložila Petra Andělová.
- Nepřítel v domě (2014, Enemies at Home), česky 2017, přeložila Jitka Fialová.
- Deadly Election (2015).
- The Graveyard of the Hesperides (2016).
- The Third Nero (2017).
- Pandora's Boy (2018).
- A Capitol Death (2019).
- The Grove of the Caesars (2020).
- A Comedy of Terrors (2021)
- Desperate Undertaking (2022)
- Fatal Legacy (2023)

### Ostatní romány
- Cesta ctnosti (1997, The Course of Honour), česky BB/art, Praha 2013, přeložil Zdeněk Hron, příběh milostného vztahu císaře Vespasiana a jeho milenky, propuštěné otrokyně Antonie Caenidy.
- Rebels and Traitors (2009), román odhrávající se za anglické občanské války v polovině 17. století.
- Master and God (2012), román z antického Říma z doby paranoidního císaře Domitiana.
- A Cruel Fate (2014), další román z anglické občanské války.

### Další práce
- Investigating the Silvius Boys (1995), povídka.
- Abstain from Beans (1996), povídka.
- The Party may yet be Living… (1998), povídka.
- Body Zone (2001).
- Something Spooky on Geophys (2003), povídka.
- Falco: The Official Companion (2010), literatura faktu, informace o různých aspektech autorčiny série.
- Zounds (2013), povidka.
- Going Anywhere Nice? (2014), povídka.
- The Spook Who Spoke Again (2015), novela, pouze jako e-kniha.
- Vesuvius By Night (2017), novela, pouze jako e-kniha.

## Adaptace
- Age of Treason (1993, Věk zrady), česky uvedeno jako Gladiátoři, americký televizní film na motivy románu The Silver Pigs, režie Kevin Connor, v roli Falcona Bryan Brown.
- Falco: The Silver Pigs (2004), rozhlasová hra, BBC World Radio 4, dramatizace Mary Cutlerová.[4]
- Falco: Shadows in Bronze (2005), rozhlasová hra, BBC World Radio 4, dramatizace Mary Cutlerová.[5]
- Falco: Venus in Copper (2006), rozhlasová hra, BBC World Radio 4, dramatizace Mary Cutlerová.[6]
- Falco: The Iron Hand of Mars (2007), rozhlasová hra, BBC World Radio 4, dramatizace Mary Cutlerová.[7]
- Falco: Poseidon's Gold (2009), rozhlasová hra, BBC World Radio 4, dramatizace Mary Cutlerová.[8]

## Ocenění
Za své knihy získala autorka řadu ocenění:
- 1989 – Author's Club Prize for Best First Novel(za román Ztracné stříbro).[9]
- 1995 – Crime Writers' Association Dagger in the Library.[10]
- 1999 – Crime Writers' Association Ellis Peters Historical Dagger (za knihu Šelmy v aréně).[11]
- 2000 – Sherlock Award for Best Comic Detective (za postavu Marca Didia Falca).[12]
- 2009 – Premio de Honor de Novela Histórica Ciudad de Zaragoza.[13]
- 2010 – Premio Colosseo (ocenění Říma za zlepšení obrazu města ve světě).[3]
- 2011 – Cartier Diamond Dagger Award from the Crime Writers' Association (za výjimečný počin v oblasti detektivního románu).[14]
- 2013 – Barcelona Historical Novel Prize (Premi Internacional de Novella Històrica Barcino).[15]